# Franciszek Fornalski

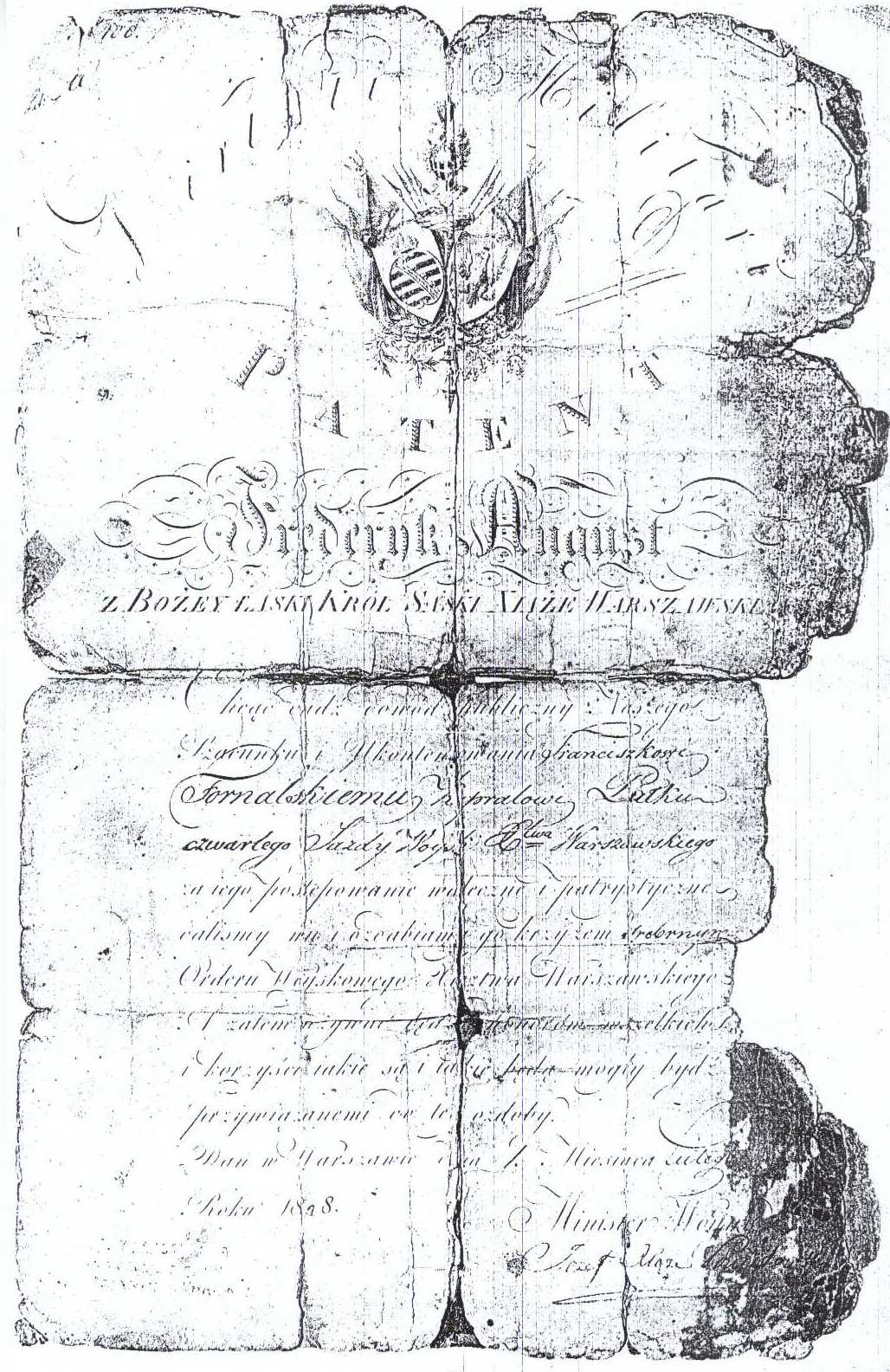
Patent na order Virtuti Militari z 1808 r. dla Franciszka Fornalskiego z podpisem księcia Józefa Poniatowskiego. Oryginał dokumentu znajduje się w muzeum przyklasztornym w Wąchocku

Franciszek Fornalski (ur. 3 grudnia 1781 w Łęgu Tarnowskim, zm. 2 stycznia 1863 w Nietulisku Dużym, par.  Kunów) – polski żołnierz, uczestnik wojen napoleońskich, kawaler Legii Honorowej i Virtuti Militari.

## Życiorys
Syn Marcina i Agnieszki z Szołajskich. Początkowo został wcielony do wojska austriackiego. Dnia 10 grudnia 1806 rozpoczął służbę w nowo formującym się Wojsku Polskim w kawalerii pułkownika Wojciecha Męcińskiego. Oddział ten został przekształcony w 4. Pułk Jazdy Wojsk Księstwa Warszawskiego. Franciszek Fornalski uczestniczył w kampaniach w Prusach 1806, w Galicji 1809, Rosji 1812 i Saksonii 1813. Brał udział w bitwach: pod Wałami, Frydlandem, Żarnowiem, Smoleńskiem, Możajskiem, Borodinem, Wiaźmą, Czerykowem, nad Berezyną, pod Wittenbrgą i Lipskiem ("Bitwa Narodów"). Był wachmistrzem Gwardii Ułanów. Jako kapral 4. Pułku Jazdy został Kawalerem Orderu Virtuti Militari (nr nominacji 401 z dnia 1 lutego 1808), Kawalerem Orderu Legii Honorowej (nr nominacji 41614 z dnia 12 października 1813) oraz Medalu Świętej Heleny (1857). Miał dwie żony: Juliannę z Konaszewskich (1779-1813) oraz Helenę z Łapniewskich (1794-1876) od 13 listopada 1816. Dnia 14 kwietnia 1814 odszedł z wojska w stopniu sierżanta (formalna dymisja nr 11663 z dnia 31 grudnia 1817). Pracował jako strażnik leśny w okolicy Kunowa do swej emerytury (3 listopada 1847). Zmarł w swym domu w Nietulisku Dużym. Został pochowany na cmentarzu parafialnym w Kunowie.
Pomnik nagrobny Franciszka Fornalskiego autorstwa męża jego wnuczki – Antoniego Kłosińskiego – jest zabytkiem chronionym przez Wojewódzkiego Konserwatora Zabytków w Kielcach. 11 czerwca 2003 został wpisany na listę zabytków kunowskich (decyzja WKZ nr 35). Nagrobek ten jest obeliskiem w kształcie słupa, do którego przymocowane są szabla, czako ułańskie oraz ordery. W roku 2005 staraniem WKZ i Towarzystwa Przyjaciół Ziemi Kunowskiej pomnik został odrestaurowany.
Franciszek Fornalski miał dwóch synów z pierwszą żoną Julianną z Konaszewskich: Franciszka Kacpra (1806–1850), oficera Wojska Polskiego, i Józefa (1811–1894), urzędnika państwowego i powstańca listopadowego. Z drugą żoną dzieci nie miał.
W Zamościu znajduje się ulica Franciszka Fornalskiego.